# Серый малый жаворонок
Се́рый ма́лый жа́воронок (лат. Alaudala rufescens) — вид небольших воробьиных птиц из рода Alaudala семейства жаворонковых (Alaudidae).

## Описание
Один из самых маленьких из семейства жаворонковых. Длина тела 13-17см, размах крыльев составляет 25-33см. Масса такого жаворонка всего 12-30 грамм. Строением и окраской напоминает маленькую копию полевого жаворонка из семейства жаворонковых. Самцы и самки неотличимы по окрасу. Тускло-серая сверху, с рисунком из продольных серо-коричневых пятен, особенно ярко выраженных на плечах и спине. Над глазом проходит едва заметная светлая бровь. Верхняя часть головы и щеки покрыты тонкими серыми пятнами. Грудь и бока покрыты тонкими темными пятнами. Брюхо и хвост почти белые. Крайняя пара хвостовых перьев белая, остальные черновато-коричневые, что хорошо заметно у летающих птиц.

## Распространение
Гнездится в Испании, Северной Африки и из Турции в восточном направлении через полупустыни Центральной Азии в Монголии и Китае.
Многие популяции, в том числе гнездящиеся в Испании и Африке, ведут оседлый образ жизни, но некоторые азиатские популяции с севера ареала мигрируют на юг зимой. Этот вид очень редко залетает в северную и западную части Европы.
Это птица сухих открытых пространств, предпочитая даже более сухие и пустынные почвы, чем малый жаворонок. Он гнездится на земле, откладывая 2—3 яйца. Питается семенами и насекомыми.